# Live (Mott the Hoople)
Live è un album dal vivo del gruppo musicale inglese Mott the Hoople, pubblicato nel 1974.

## Tracce
- Side A

1. All the Way from Memphis – 5:05
2. Sucker – 6:06
3. Rest In Peace – 5:57
4. All the Young Dudes – 3:49
5. Walkin' With a Mountain – 5:02

- Side B

1. Sweet Angeline – 7:03
2. Rose – 4:46
3. Jerkin' Crocus / One of the Boys / Rock & Roll Queen / Get Back / Whole Lotta Shakin' Goin On / Violence – 16:00

## Formazione
- Ian Hunter - voce, chitarra
- Pete "Overend" Watts - basso, voce
- Dale "Buffin" Griffin - batteria, voce
- Ariel Bender - chitarra, voce
- Morgan Fisher - piano, voce
- Blue Weaver, Mick Bolton - organo